# Danh sách thành phố kết nghĩa ở Ba Lan

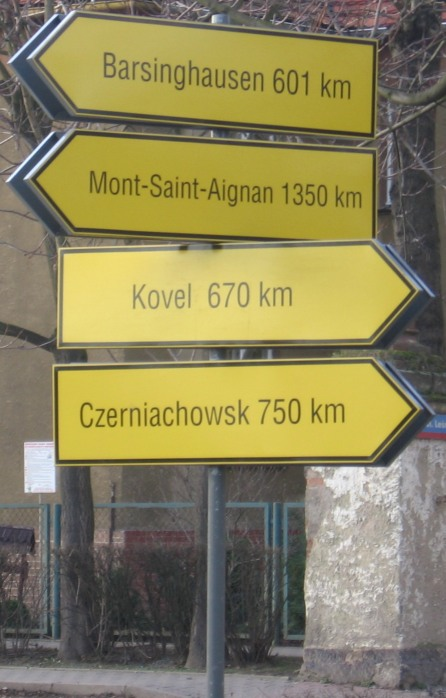
Biển chỉ dẫn của thị trấn kết nghĩa ở Brzeg Dolny.

Bản mẫu:Poland Labelled Map Small Đây là danh sách các địa điểm ở Ba Lan có liên kết thường trực với các cộng đồng địa phương ở các quốc gia khác. Trong hầu hết các trường hợp, hiệp hội, đặc biệt là khi được chính quyền địa phương chính thức hóa, được gọi là " thành phố kết nghĩa " (mặc dù các thuật ngữ khác, chẳng hạn như "thị trấn đối tác" (miasta Partnerskie) đôi khi được sử dụng thay thế), và trong khi hầu hết các địa điểm bao gồm thị trấn, danh sách này còn bao gồm cả các làng, thành phố, quận,... với các liên kết tương tự. 

## Augustów
| - Dębica, Poland (2008) - Druskininkai, Lithuania (2007) - Grodno, Belarus (2008) | - Porto Ceresio, Italy (2003) - Rudky, Ukraine (2011) - Slonim, Belarus (2013) | - Supraśl, Poland (2012) - Szklarska Poręba, Poland (2006) - Tuusula, Finland (1996) |

## Białystok
Białystok được kết nghĩa với:
| - Częstochowa, Poland - Dijon, France - Eindhoven, Netherlands | - Hrodna, Belarus - Jelgava, Latvia - Kaliningrad, Russia | - Kaunas, Lithuania - Milwaukee, Wisconsin, United States - Tallinn, Estonia |

## Bielsko-Biała
Bielsko-Biała được kết nghĩa với:
| - Acre, Israel - Baia Mare, Romania - Besançon, France - Berdyansk, Ukraine - Frýdek-Místek, Czech Republic - Grand Rapids, Michigan, United States - Kirklees, Anh, United Kingdom | - Kragujevac, Serbia - Lilienthal, Germany - Monreale, Italy - Rancagua, Chile - Shijiazhuang, China - Stadskanaal, Netherlands | - Szolnok, Hungary - Tienen, Belgium - Třinec, Czech Republic - Ustka, Poland - Wolfsburg, Germany - Žilina, Slovakia |

## Bydgoszcz
- liên_kết=|viền Kragujevac, Serbia [15]
- liên_kết=|viền Perth, Scotland, Vương quốc Anh (1998) [16]

## Chojna
Chojna là một thành viên của Douzelage- một hiệp hội kết nghĩa của 23 thị trấn trên khắp Liên minh châu Âu. Hoạt động kết nghĩa thị trấn này bắt đầu vào năm 1991 và có những sự kiện thường niên, chẳng hạn như hội chợ bán sản phẩm từ mỗi quốc gia và các lễ hội.
| - Altea, Spain - Bad Kötzting, Germany - Bellagio, Italy - Bundoran, Ireland - Granville, France - Holstebro, Denmark - Houffalize, Belgium - Judenburg, Austria | - Karkkila, Finland - Kőszeg, Hungary - Marsaskala, Malta - Meerssen, the Netherlands - Niederanven, Luxembourg - Oxelösund, Sweden - Prienai, Lithuania | - Preveza, Greece - Sesimbra, Portugal - Sherborne, Anh, United Kingdom - Sigulda, Latvia - Sušice, Czech Republic - Türi, Estonia - Zvolen, Slovakia |

## Częstochowa
- liên_kết=|viền Bêlem, Palestine [19]

## Elbląg
Elbląg được kết nghĩa với:
| - Leer, Germany - Ronneby, Sweden - Kaliningrad, Russia - Baltiysk, Russia - Druskininkai, Lithuania - Liepāja, Latvia - Navahrudak, Belarus - Ternopil, Ukraine | - Compiègne, France - West Wiltshire, Anh, United Kingdom - Coquimbo, Chile - Baoji, China - Tainan, Taiwan - Nowy Sącz, Poland |

## Gdańsk
Gdańsk kết nghĩa với:
| - Bremen, Germany - Cleveland, Ohio, United States - Kaliningrad, Russia | - Kalmar, Sweden - Marseille, France - Nice, France - Nur-Sultan, Kazakhstan - Odessa, Ukraine - Rotterdam, Netherlands | - Saint Petersburg, Russia - Sefton, Anh, United Kingdom - Turku, Finland - Vilnius, Lithuania |

## Kalisz
Kalisz được kết nghĩa với:
| - Erfurt và Hamm, Germany (1984 and 1991) - Heerhugowaard, Netherlands (1992) - Hautmont, France (1958) - Kamieniec Podolski, Ukraine (1993) | - Preston, Anh, United Kingdom (1989) - Southampton, Anh, United Kingdom (1989) - Martin, Slovakia (1996) - Tongeren, Belgium - Adria, Italy | - La Louvière, Belgium (1998) - Szentendre, Hungary - Minsk (borough of Frunze), Belarus |

| - Bromölla, Sweden | - Lünen, Germany - Porvoo, Finland | - Torgelow, Germany - Grimmen, Germany |

## Kędzierzyn-Koźle
Kędzierzyn-Koźle được kết nghĩa với 
| - Bordeaux, France (1993) - Bratislava, Slovakia - Budapest, Hungary (2005) - Cambridge, Massachusetts, United States (1989) - Cusco, Peru - Edinburgh, Scotland, United Kingdom (1995) - Fes, Morocco (2004) - Florence, Italy (1992) - Frankfurt, Germany (1991) - Göteborg, Sweden (1990) | - Grozny, Russia (1997) - Innsbruck, Austria (1998) - Kyoto, Japan - Lahore, Pakistan (2007) - Leipzig, Germany (1995) - Lviv, Ukraine (1995) - Milan, Italy (2003) - Niš, Serbia | - Orléans, France (1992) - Pécs, Hungary (1998) - Rochester, New York, United States (1973) - Saint Petersburg, Russia (2006) - San Francisco, California, United States (2009) - Solothurn, Switzerland (1990) - Vilnius, Lithuania - Zagreb, Croatia (1975)) |

| - Alcalá de Henares, Spain - Brest, Belarus (2009) - Debrecen, Hungary - Delmenhorst, Germany - Erie, United States - Ivano-Frankivsk, Ukraine - Lancaster, United Kingdom - Lublin, United States | - Lugansk, LPR - Lutsk, Ukraine - L'viv, Ukraine - Münster, Germany - Nancy, France - Nykøbing Falster, Denmark - Panevėžys, Lithuania - Pernik, Bulgaria | - Nilüfer, Turkey - Rishon LeZion, Izrael - Starobilsk, Ukraine - Sumy, Ukraine - Tilburg, Netherlands - Viseu, Portugal - Windsor, Canada |

| - Assen, Netherlands - Berlin, Germany - Braşov, Romania - Brno, Czech Republic - Hanover, Germany | - Jyväskylä, Finland (1974) - Kharkiv, Ukraine - Nablus, Palestine National Authority - Nottinghamshire, Anh, United Kingdom - Plovdiv, Bulgaria | - Pozuelo de Alarcón, Spain - Rennes, France - Shenzhen, China - Toledo, Ohio, United States - Kutaisi, Georgia |

| - Bedburg-Hau, Germany - Dorsten, Germany (since ngày 15 tháng 4 năm 1994) - Eurasburg, Germany (since 05.07.2001) - Haderslev, Denmark - Ivano-Frankivs'k, Ukraine (since 12.10.2001) | - Karviná, Czech Republic (since ngày 30 tháng 4 năm 2004) - Larissa, Greece (since ngày 13 tháng 6 năm 2003) - Lievin, France (since 04.12.2000) - Mazamet, France (since 04.06.1993) | - Newtownabbey, Northern Ireland, United Kingdom (since ngày 18 tháng 10 năm 2003) - Saint-Vallier, France (since 05.07.1961) - Szolnok, Hungary - Vilnius County, Lithuania (since 02.10.2000) |

| - Celleno, Italy (1998) - Dzierżoniów, Poland | - Ignalina, Lithuania (1999) | - Lanškroun, Czech Republic (1999) |

| - Astana, Kazakhstan (2002) - Berlin, Germany (1991) - Budapest, Hungary (2005) - Chicago, Illinois, United States (1960) - Düsseldorf, Germany (1989) - Grozny, Russia (1997) - Hamamatsu, Japan (1990) | - Hà Nội, Vietnam (2000) - Cáp Nhĩ Tân, China (1993) - Istanbul, Turkey (1991) - Kiev, Ukraine (1994) - Moskva, Russia (1993) - Oslo, Norway (2005) - Riga, Latvia (2002) - Rio de Janeiro, Brazil (1997) | - Saint Petersburg, Russia (1997) - Seoul, South Korea (1996) - Tel Aviv, Israel (1992) - The Hague, Netherlands (1991) - Toronto, Ontario, Canada (1990) - Vienna, Austria (2001) - Vilnius, Lithuania (1998) |

| - Duns, Scotland, United Kingdom |